# Maria Christina Bruhn
Maria Christina Bruhn (1732 - 1802) a fost o inventatoare și femeie de afaceri din Suedia, fiind prima femeie din această țară care să posede un brevet de invenție.
A fost cea mai mare dintre cele trei fiice ale tipografului Johan Bruhn.
La 10 ani rămâne fără tată, iar după decesul mamei (în 1751), moștenește o manufactură de tapițerie.
În 1786 obține un premiu din partea Academiei Regale Suedeză de Științe pentru realizarea unui ambalaj optim pentru praful de pușcă, care era foarte necesar armatei.
Concursul pentru acest premiu fusese lansat de prestigioasa Academie încă din 1771, dar membrii acesteia au acceptat cu dificultate faptul că o femeie putea fi câștigătoarea și au manifestat scepticism.